# Ліхтенштейн на літніх Олімпійських іграх 1988
Ліхтенштейн брав участь у Літніх Олімпійських іграх 1988 року в Сеулі (Південна Корея), але не здобув жодної медалі. Князівство представляли 12 спортсменів у 5 видах спорту: легкій атлетиці, велоспорті, кінному спорті, дзюдо та стрільбі.

## Результати змагань

### Атлетика
Чоловіки — біг на 100 метрів
- Маркус Бюхель

- Час — 11.21 (→ не пройшов)

Чоловіки — біг на 200 метрів
- Маркус Бюхель

- Час — 22.02 (→ не пройшов)

Жінки — семиборство
- Івона Гаслер

- Фінальний результат — не стартувала (→ немає рейтингу)

Жінки — біг на 100 метрів з перешкодами
- Мануела Марксер

- Час — 14.38 (→ не пройшла)

### Велоспорт
Чоловіки — індивідуальні шосейні перегони
- Петер Германн

- Фінал — 4:32:56 (→ 54-е місце)

- Патрік Матт

- Фінал — не фінішував (→ немає рейтингу)

Чоловіки — гіт у класичному вигляді (1000 метрів)
- Петер Германн

- Фінал — ?? (→ 21-е місце)

Чоловіки — гонка за очками
- Петер Германн

- Кваліфікація — не потрапив (→ 25-е місце)

Чоловіки — індивідуальна гонка переслідування
- Патрік Матт

- Фінал — ?? (→ 18-е місце)

Жінки — індивідуальні шосейні перегони
- Івона Елькух

- Фінал — 2:00:52 (→ 17-е місце)

### Кінний спорт
- Томас Батлінер

### Дзюдо
Чоловіки
- Даніель Брунгарт
- Магнус Бюхель
- Арнольд Фрік
- Йоганнес Вольвенд

- Фінальний результат — 71 кг (→ 7-е місце)

### Стрільба
Чоловіки
- Гільберт Кайзер